# 小行星8536
小行星8536（8536 Mans）是一颗围绕太阳公转的小行星。1993年3月21日，克拉斯-英格瓦·拉格爾科維斯特在拉西拉天文台发现了此天体。
这颗小行星的绝对星等为275.9263031416649等。